# Bedele
Bedele – miasto w Etiopii, w regionie Oromia.